# Bijuterii de familie (film din 1958)
Bijuterii de familie este un film dramatic românesc din 1958, regizat de Marius Teodorescu după un scenariu scris în colaborare cu Malvina Urșianu. Rolurile principale au fost interpretate de actorii Tanți Cocea (debut actoricesc), Eliza Petrăchescu și Geo Barton. Scenariul este bazat pe o nuvelă omonimă de Petru Dumitriu.

## Rezumat
Filmul prezintă o familie burgheză din România în timpul Răscoalei Țărănești din 1907.

## Distribuție
- Tanți Cocea — Elena Vorvoreanu, descendentă a familiei de moșieri Lascari (menționată Tantzi Cocea)
- Eliza Petrăchescu — Eleonora Lascari, sora mai mare a Elenei Vorvoreanu, proprietara moșiei Salcia
- Sabine Thomas — Elvira, fiica Elenei Vorvoreanu
- Geo Barton — Rizea, țăran sărac de pe moșia Lascari, instigatorul răscoalei locale.
- Colea Răutu — Ivancea, vechilul moșiei Salcia
- Lucreția Karnabatt — Chiva, slujnica Eleonorei, ghicitoare în bobi (menționată Lucrezzia Kar)
- Jules Cazaban — Augustatos, mare proprietar rural
- Emil Botta — Mișu Vorvoreanu, soțul Elenei Vorvoreanu, împătimit jucător de cărți
- Constantin Ramadan — nea Lisandru, birjarul bătrân al familiei Lascari
- Willy Ronea — colonelul Cilibia, comandantul garnizoanei orașului
- Coty Hociung — prefectul județului
- Nicolae Motoc — Alexandru Lascari, fratele Elenei Vorvoreanu, deputat
- Silvia Popovici — Rița, slujnica tânără acuzată de furtul unui ceas
- Nelly Sterian
- Constantin Țăpîrdea — Uracu, țăran sărac de pe moșia Salcia
- Florin Blănărescu — George, căpitanul de roșiori venit la Salcia
- Sandu Sticlaru — supraveghetorul transportului de grâu de la moșia Salcia
- Ernest Maftei — Lupu, țăran sărac de pe moșia Salcia
- Florin Stroe
- Puiu Simionescu
- Ketty Ștefănescu
- Monica Postolache
- Mircea Rațiu
- Vasile Florea
- Tănase Gavril
- Gheorghe Crăciun (menționat Gh. Crăciun)

## Producție
Filmările au avut loc în martie 1957; cele exterioare la Mogoșoaia, Frumușani, Lamotești, Gălbinari, Mâineasa, Șindrilița, Lilieci, Craiova, Brăila și București; filmările interioare pe platourile Tomis, Kirov și Buftea. Cheltuielile de producție s-au ridicat la 7.056.000 lei.

## Primire
Filmul a fost vizionat de 1.409.186 de spectatori în cinematografele din România, după cum atestă o situație a numărului de spectatori înregistrat de filmele românești de la data premierei și până la data de 31 decembrie 2014 alcătuită de Centrul Național al Cinematografiei.